# Pachnobia ursae
Pachnobia ursae är en fjärilsart som beskrevs av Mcdunnough 1940. Pachnobia ursae ingår i släktet Pachnobia och familjen nattflyn. Inga underarter finns listade i Catalogue of Life.